# (4347) Reger
(4347) Reger (1988 PK2) – planetoida z pasa głównego asteroid okrążająca Słońce w ciągu 5,34 lat w średniej odległości 3,05 j.a. Odkryta 13 sierpnia 1988 roku.